# Fokker T.IX
Fokker T.IX là một loại máy bay ném bom của Hà Lan, do hãng Fokker thiết kế chế tạo cho Không quân Lục quân Đông Ấn Hoàng gia Hà Lan.

## Tính năng kỹ chiến thuật
Dữ liệu lấy từ 
Đặc tính tổng quan
- Chiều dài: 16,50 m (54 ft 2 in)
- Sải cánh: 24,70 m (81 ft 0 in)
- Chiều cao: 5,10 m (16 ft 9 in)
- Trọng lượng rỗng: 6.500 kg (14.330 lb)
- Trọng lượng cất cánh tối đa: 11.200 kg (24.692 lb)
- Động cơ: 2 × Bristol Hercules , 1.025 kW (1.375 hp)  mỗi chiếc

Hiệu suất bay
- Vận tốc cực đại: 440 km/h (273 mph; 238 kn)
- Tầm bay: 2.720 km (1.690 mi; 1.469 nmi)
- Trần bay: 8.000 m (26.247 ft)

Vũ khí trang bị

- Súng: 1 pháo 20mm, 2 súng máy 12,7mm (0.5in)
- Bom: 2000kg (4409 lb)